# Leo Vroman
Leo Vroman (10 de abril de 1915 - 22 de febrero de 2014) fue un hematólogo holandés-estadounidense, poeta prolífico, principalmente en holandés e ilustrador. Vroman nació en Gouda y estudió biología en Utrecht. Cuando los nazis ocuparon los Países Bajos el 10 de mayo de 1940, huyó a Londres, y desde allí viajó a las Indias Orientales Neerlandesas. Terminó sus estudios en Batavia. Después de que los japoneses ocuparon Indonesia fue internado y se quedó en varios campamentos de prisioneros de guerra. En el campamento Tjimahi se hizo amigo de los autores Tjalie Robinson y Rob Nieuwenhuys.
Después de la guerra, Vroman fue a Estados Unidos para trabajar en Nueva York como investigador hematología. Obtuvo la ciudadanía estadounidense y vivía en Fort Worth hasta su muerte en 2014, a los 98 años de edad.

## Poesía

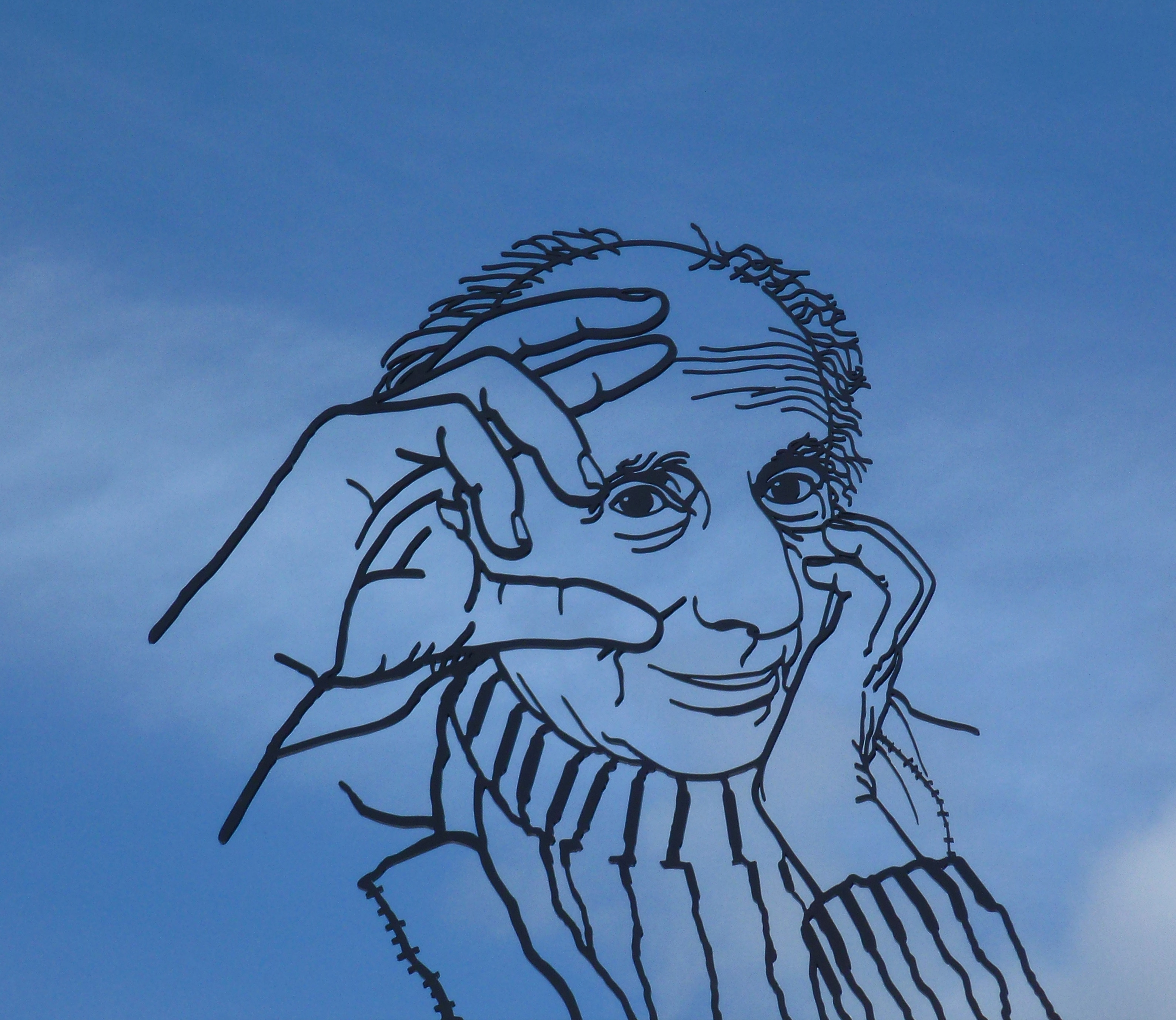
Leo Vroman, Gouda (The Netherlands)

### En Neerlandés
- Gedichten (1946)
- Gedichten, vroegere en latere (1949)
- Poems in English (1953)
- Inleiding tot een leegte (1955)
- Uit slaapwandelen (1957)
- De ontvachting en andere gedichten (1960)
- Twee gedichten (1961)
- Fabels van Leo Vroman (1962)
- Manke vliegen (gedichten en tekeningen) (1963)
- 126 gedichten (verzamelbundel) (1964)
- Almanak (1965)
- 144 gedichten (verzamelbundel) (1969)
- Ballade van mezelf (1969)
- 262 gedichten (verzamelbundel) (1974)
- God en Godin (1976)
- Huis en Tuin. Fabels en strips (1979)
- Nieuwsgierig (1980)
- Het verdoemde carillon (1981)
- De ballade van Jantje (1981, oplage 30 ex.)
- Liefde, sterk vergroot (1982)
- Avondgymnastiek (1983)
- De cultuurgeschiedenis (1984)
- Gedichten 1946-1984 (1985)
- Fractaal (1987)
- Ongebundelde gedichten 1937-1941 (1989)
- Dierbare ondeelbaarheid (1989)
- Een soort van ziel in negen delen (1990)
- Neembaar (Keuze uit de gedichten) (1991)
- Toen ik nog leefde (1991)
- De godganselijke nacht (1993)
- Psalmen en andere gedichten (1995)
- Vergelijkingen (1996)
- De roomborst van Klaas Vaak (1997)
- Details (1999)
- Spiegelbezoek (1999)
- Bij duizenden (2000)
- Aan elkaar (met Tineke Vroman) (2001)
- De gebeurtenis en andere gedichten (2001)
- Een stilte die niet bestaat (2001)
- Aan elkaar / Herhaling (met Tineke Vroman) (2002)
- Tweede verschiet (2003)
- De mooiste gedichten uit Hollands Maandblad (con dibujos de Iris Le Rütte) (2006)
- Alle malen zal ik wenen (2007)
- Nee, nog niet dood (2008)
- Soms is alles eeuwig (2009)
- Zodra (2010)
- Daar (2011)

### En inglés
- Poemas en inglés (1953)
- Just one more world (poemas y fotografías) (1976)

## Prosa
- Tineke (1948)
- De adem van Mars (1956)
- Snippers van Leo Vroman (1958)
- Tineke / De adem van Mars/Snippers van Leo Vroman (1960)
- Agenda uit het jaar 2000 (1968)
- Sdsi 'Boek' pfhpfh (tekst en tekeningen) (1968)
- Het Carnarium (1973)
- Brieven uit Brooklyn (1975)
- Proza, een keuze uit de verhalen (1984)
- Warm, rood, nat & lief (autobiografía, 1994)
- Vroeger donker dan gisteren. Herfstdagboek. (2004)
- Misschien tot morgen : dagboek 2003-2006. (2006)

(See you tomorrow, maybe - diary 2003-2006)

## Libros infantiles
- Stiemer en Stalma (text A. Koolhaas/ilustraciones Leo Vroman) (1957)
- De trapeze 10 (con Anton Koolhaas) (1967)

## Teatro
- Het Grauwse Diep (1966)
- Voorgrond, achtergrond (1969)

## Trabajo científico
E.g.,
- Superficie de los contactos y la formación de tromboplastina (PhD Tesis, University of Utrecht) (1958).
- Blood, Garden City, N.Y. : Publicación para el American Museum of Natural History, Natural History Press, 1967.
- con Edward F Leonard: El comportamiento de la sangre y de sus componentes en las interfaces, Columbia University Seminar en Biomaterials, New York Academy of Sciences, New York, 1977. Vol. 283 en Annals de la New York Academy of Sciences
- con Edward F Leonard y Vincent T Turitto: La sangre en contacto con superficies naturales y artificiales, New York Academy of Sciences, New York, N.Y., 1987. Vol. 516 en Annals de la New York Academy of Sciences, Lauro Vroma†, Eliberto Vroman padre de Ana y Elisabeth madre de Ana